# Uromys imperator
Uromys imperator — великий вид гризунів з родини Muridae. Це ендемік острова Гуадалканал на Соломонових островах. МСОП класифікує його як перебуває під загрозою зникнення, але, ймовірно, уже вимер.